# آنالوگ ترسناک

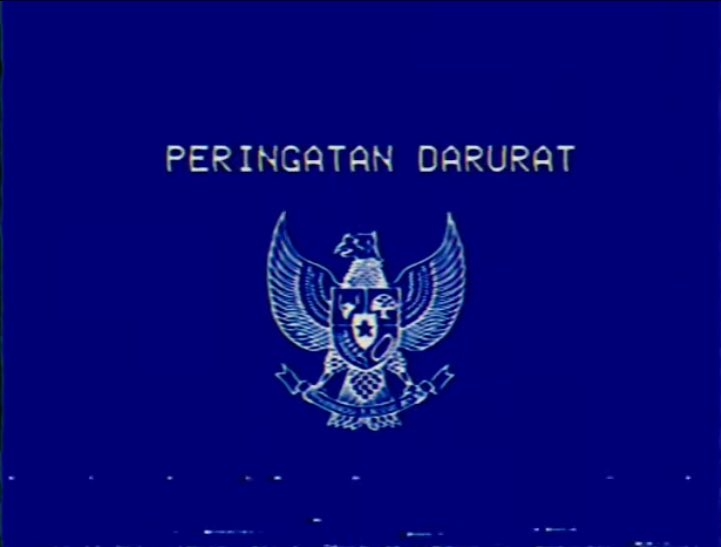
کانسپت ئی‌ای‌اس اندونزی دراصل قرار بود برای آنالوگ ترسناک استفاده شود، که حالا به‌طور گسترده به‌عنوان نماد طرفدار دموکراسی طی اعتراضات ۲۰۲۴ در اندونزی مورد استفاده قرار می‌گیرد.

آنالوگ ترسناک (به انگلیسی: Analog horror) زیرشاخه‌ای از گونهٔ وحشت و یکی از شاخه‌های فرعی سبک فیلم ویدئوی پیداشده می‌باشد، که گفته می‌شود به‌طور آنلاین بین اواخر دههٔ ۲۰۰۰ و اوایل دههٔ ۲۰۱۰ با سریال‌های اینترنتی از قبیل نو ثرو رود، لوکال ۵۸، جمینی هوم انترتینمنت و ماربل هورنتس سرچشمه گرفته‌است.